# Assuan

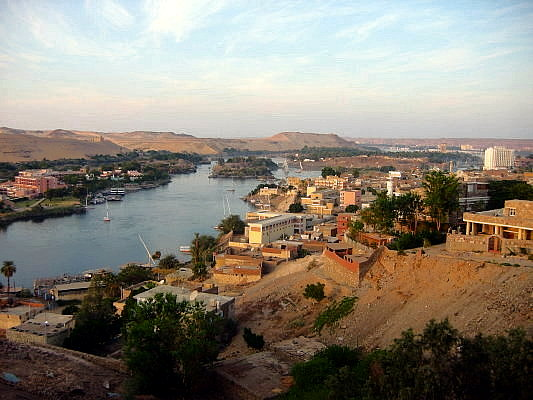
Assuan, vedere aeriană

Assuan sau Aswan (Egipteană: swn.w; coptă: ⲥⲟⲩⲁⲛ Swān; arabă: أسوان Aswān; greacă: Συήνη Syene) este un oraș în Egipt, situat în sudul țării.